# Conversazione nella Cattedrale
Conversazione nella Cattedrale (titolo orig. Conversación en La Catedral) è il terzo romanzo dell'autore ispano-peruviano Mario Vargas Llosa, pubblicato nel 1969. Riconosciuta una delle sue migliori opere, é un ritratto del Perù sotto la dittatura di Manuel A. Odría negli anni Cinquanta del XX secolo, rappresentando le vite di personaggi di differenti estrazioni sociali. L'ambizioso affresco si regge sulle storie di Santiago Zavala e Ambrosio. Un incontro casuale avviene al canile, portando poi i due a intrattenersi nel vicino bar, chiamato «La Catedral», da cui il titolo del libro, scenario di un'avvincente e coinvolgente conversazione. Durante questa, Zavala cerca di scoprire la verità circa il ruolo del padre nell'omicidio di un figuro della malavita peruviana, gettando nuova luce sui meccanismi operanti in una dittatura.
Scritto tra Parigi, Lima, Washington, Londra e infine Porto Rico, il romanzo fu inizialmente pensato per essere pubblicato in due parti, cosa che avvenne solo per la prima edizione. Secondo l'autore, nessun altro romanzo gli ha richiesto più lavoro, tra revisioni e ristesure. Asserì che: «se dovessi salvare del fuoco uno solo dei romanzi che ho scritto, salverei questo». È stato incluso nell'elenco dei 100 migliori romanzi in spagnolo del XX secolo dal giornale spagnolo «Il Mondo».

## La domanda chiave del romanzo

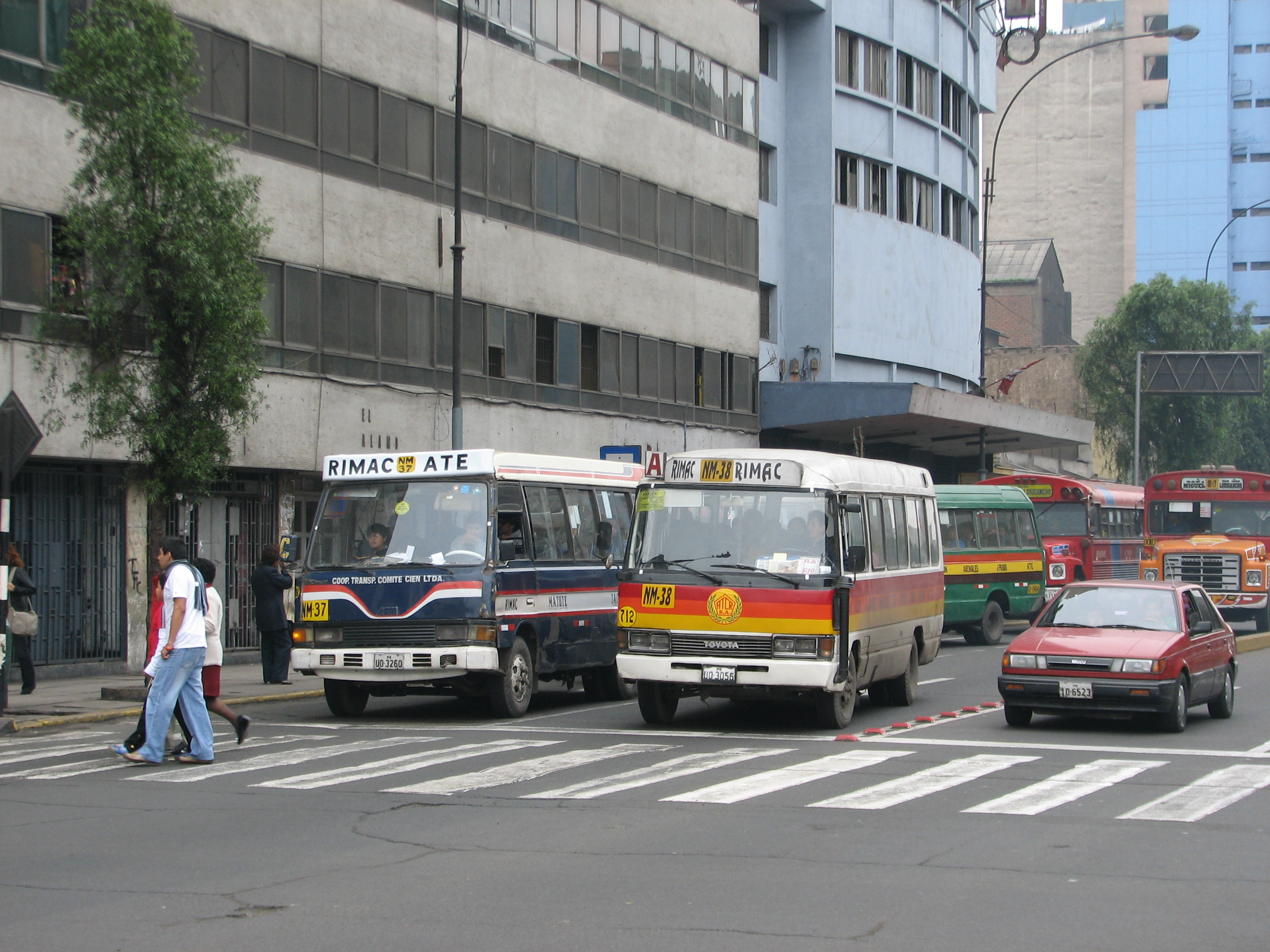
Mentre Il protagonista osserva la scolorita Avenida Tacna nel centro di Lima, si pone la famosa domanda: "In che momento si era fottuto il Perù?".

L'incipit di Conversazione nella Cattedrale è considerato uno dei migliori inizi di un romanzo. Santiago Zavala, il protagonista, apre il romanzo ponendosi improvvisamente una domanda: in che momento si era fottuto il Perù?
L'interrogativo nasce dallo sconcerto e dal pessimismo del protagonista riguardo alla realtà peruviana, che giudica con criteri essenzialmente morali.

## Tema
Il romanzo inizia con la conversazione tra due personaggi differenti che si reincontrano dopo molti anni senza vedersi, a metà degli anni '60:
- Santiago Zavala, un giornalista sulla trentina, proveniente da una famiglia borghese, ma da tempo allontanatosi da essa.
- Ambrosio, un vecchio zambo che uccide cani nel canile municipale, e che era stato autista di don Fermín, il padre di Santiago, allora un importante uomo nella dittatura del general Manuel A. Odría (1948-1956).

Il luogo dove si realizza la conversazione è un bar popolare (oggi non più esistente), in un angolo del secondo isolato dell'Av. Alfónso Ugarte, nella zona del cosiddetto Ponte dell'Esercito sopra il fiume Rímac, locale conosciuto come "La Cattedrale" per l'altezza del suo tetto e, soprattutto, per la forma di portone di chiesa dell'entrata del locale. Il dialogo, che dura quattro ore, serve come filo conduttore per quattro storie stilisticamente indipendenti. Tra una birra e l'altra, gli interlocutori vanno collegando fili e riempiendo vuoti, trasportando il lettore al tempo della dittatura del general Manuel A. Odría (1948-1956), epoca di repressione politica e corruzione che interessa tutti i ceti sociali. Così, i piani narrativi si sovrappongono e i personaggi del passato convivono nella narrazione del presente tra il vecchio Ambrosio e il giovane Zavala.

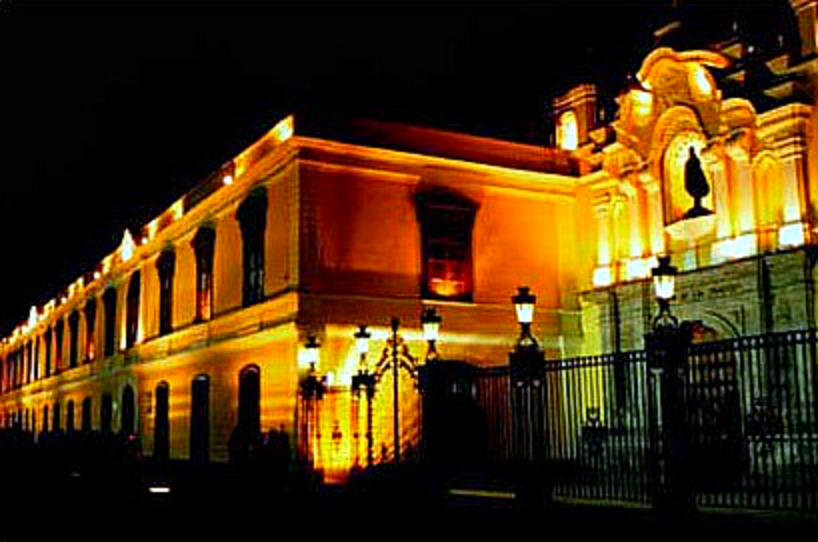
Santiago Zavala, il protagonista, entra a studiare alla quadricentenaria Università di San Marco, contro i desideri della sua famiglia. Nell'immagine, la Casona di San Marco, dove Santiago studia.

Sono quattro i personaggi su cui si sostiene il romanzo: Santiago Zavala, don Fermín Zavala, il zambo Ambrosio e Cayo Bermúdez. Ognuno di loro si lega a sua volta con una schiera di personaggi di distinta estrazione sociale, occupazione, carattere e importanza.
Santiago Zavala o Zavalita, è un ragazzo di buona famiglia, figlio di don Fermín Zavala, un imprenditore collaborazionista della dittatura di Odría. Zavalita si impegna a studiare, contro il volere del padre, nell'Università di San Marco, dove entra a far parte del gruppo attivista di sinistra Cahuide, oppositore al governo di Odría, sperimentando sulla propria pelle la persecuzione e le angherie che soffrono gli oppositori del governo.
Ambrosio, Un zambo della città di Chincha. Soffre un cambio di vita passando dal suo tranquillo villaggio alla capitale, Lima, dove cerca di guadagnarsi la vita come può, ottenendo infine che un antico conoscente di infanzia, il direttore di governo Cayo Bermúdez (braccio destro del ministro di governo e polizia), lo assuma come autista personale.
Cayo Bermúdez è un altro dei protagonisti del romanzo. Svolge il suo ruolo senza pietà, difendendo gli interessi del generale Odría: perseguita, opprime e tortura gli oppositori (per la maggior parte "apristi"), non disdegnando l'utilizzo di metodi amorali per mettere a tacere l'opposizione. Si procura un'amante di lusso, Ortensia, una ex cabarettista soprannominata “La Musa”, cui offre ogni tipo di comodità, ma che finisce per abbandonare dopo essere stato allontanato dal potere.
Nel frattempo, Santiago rompe qualsiasi relazione con la sua famiglia e inizia a lavorare come giornalista nel giornale "La Cronica" (ormai scomparso). Dall'altra parte, Ambrosio diventa autista di don Fermín, con cui mantiene una relazione omosessuale saltuaria e segreta. Ortensia viene a sapere di questa relazione e la sfrutta per ricattare don Fermín. Ambrosio, non sopportando di vedere il suo padrone in questa situazione, uccide Ortensia e poi fugge a Pucallpa con Amalia, la sua donna.
È questo il segreto della vita intima di suo padre di cui Santiago viene gradualmente a conoscenza e che lo tormenta per anni. Nutre il doloroso sospetto che suo padre abbia ordinato la morte di Ortensia e sente il bisogno di scoprire la verità. Da qui il suo interesse nel parlare con Ambrosio in seguito ad averlo rincontrato al canile, all'inizio del romanzo; questo spiega anche la reticenza di Ambrosio a far luce sulla questione, giungendo a litigare con Santiago all'uscita del bar La Cattedrale quando questi insiste chiedendo se aveva fatto "la cosa de La Musa" per ordine di suo padre. Tuttavia, sulla base del loro dialogo, si intuisce che Ambrosio commise il crimine di sua iniziativa, senza aver ricevuto alcun ordine; o almeno questo è ciò che vuol far credere.

## Contesto storico
L'intreccio si svolge durante l'epoca del governo del generale Odría (1948-1956), protraendosi negli anni successivi alla caduta di detto regime. Odría è costantemente menzionato nel romanzo, ma non è partecipe della trama centrale. Non si tratta propriamente un romanzo storico, ma di una finzione letteraria creata a partire da una base storica. Appaiono vari personaggi dell'ambiente di Odría, che possono essere identificati facilmente con personaggi storici, anche se il loro nome è cambiato dall'autore: Cayo Bermúdez è Alejandro Esparza Zañartu, e il colonnello Espina il generale Zenón Noriega. Vargas Llosa ricrea anche situazioni reali, come gli sprechi di Bermúdez/Esparza, l'opposizione politica, le repressioni di studenti e gruppi politici considerati sovversivi, le dispute e le cospirazioni per il potere, e la enorme corruzione pubblica. La scena dei picchiatori al servizio del governo che irrompono in un comizio celebrato dall'opposizione nel teatro di Arequipa e che origina la risposta furibonda del popolo, è anche la ricreazione di un episodio storico, lo stesso che origina la rivoluzione di Arequipa di 1955 e la caduta di Bermúdez/Esparza.

## Edizioni italiane
- Conversazione nella Cattedrale, traduzione di Enrico Cicogna, Collana I Narratori n.198, Milano, Feltrinelli, 1971. - Milano, BUR, 1994, ISBN 978-88-171-3838-3.
- Conversazione nella «Catedral», traduzione di E. Cicogna, Collana ETascabili n.564, Torino, Einaudi, 1998, ISBN 978-88-061-4997-0.